# RFL Championship 1915-16
La Northern Rugby Football Union Wartime Emergency League de 1915-16 fue la vigésimo primera temporada del torneo de rugby league más importante de Inglaterra.
El campeonato fue un torneo de emergencia no oficial debido a la Primera Guerra Mundial, por lo tanto no se cuenta dentro del palmares oficial de la competición.

## Formato
Las divisiones 1 y 2 fueron combinadas, enfrentándose a nivel de los condados de Lancashire y Yorkshire y posteriormente confeccionado una tabla global, esto provocó que los equipos enfrentaran una cantidad desigual de encuentros.
Se otorgaron 2 puntos por cada victoria, 1 por el empate y 0 por la derrota.

## Desarrollo

### Tabla de posiciones
| Pos. | Equipo               | Encuentros | Encuentros | Encuentros | Encuentros | Tantos | Tantos | Tantos | Puntos | Porcentaje de triunfos |
| Pos. | Equipo               | PJ         | PG         | PE         | PP         | F      | C      | Dif    | Puntos | Porcentaje de triunfos |
| ---- | -------------------- | ---------- | ---------- | ---------- | ---------- | ------ | ------ | ------ | ------ | ---------------------- |
| 1    | Dewsbury Rams        | 36         | 29         | 2          | 5          | 512    | 157    | 355    | 60     | 83.33                  |
| 2    | Leeds                | 33         | 27         | 1          | 5          | 469    | 174    | 295    | 55     | 83.33                  |
| 3    | Hull                 | 32         | 23         | 2          | 7          | 563    | 247    | 316    | 48     | 75                     |
| 4    | Wigan                | 33         | 21         | 3          | 9          | 306    | 191    | 115    | 45     | 68.18                  |
| 5    | Swinton              | 28         | 17         | 2          | 9          | 192    | 128    | 64     | 36     | 64.29                  |
| 6    | Huddersfield         | 30         | 18         | 2          | 10         | 342    | 231    | 111    | 38     | 63.33                  |
| 7    | St Helens Recs       | 26         | 15         | 2          | 9          | 255    | 99     | 156    | 32     | 61.54                  |
| 8    | Leigh                | 23         | 13         | 2          | 8          | 141    | 82     | 59     | 28     | 60.87                  |
| 9    | Salford              | 35         | 17         | 5          | 13         | 272    | 273    | -1     | 39     | 55.71                  |
| 10   | Hull Kingston Rovers | 32         | 16         | 3          | 13         | 404    | 286    | 118    | 35     | 54.69                  |
| 11   | Batley Bulldogs      | 28         | 12         | 5          | 11         | 194    | 140    | 54     | 29     | 51.79                  |
| 12   | Barrow Raiders       | 13         | 5          | 2          | 6          | 116    | 141    | -25    | 12     | 46.15                  |
| 13   | St. Helens           | 26         | 10         | 3          | 13         | 188    | 259    | -71    | 23     | 44.23                  |
| 14   | Hunslet FC           | 34         | 13         | 4          | 17         | 281    | 400    | -119   | 30     | 44.12                  |
| 15   | Featherstone Rovers  | 17         | 7          | 1          | 9          | 148    | 223    | -5     | 15     | 44.12                  |
| 16   | Bradford Northern    | 31         | 13         | 0          | 18         | 252    | 313    | -61    | 26     | 41.94                  |
| 17   | Oldham RLFC          | 31         | 9          | 4          | 18         | 163    | 253    | -90    | 22     | 35.48                  |
| 18   | Bramley RLFC         | 27         | 8          | 3          | 16         | 137    | 212    | -75    | 19     | 35.19                  |
| 19   | Rochdale Hornets     | 33         | 9          | 3          | 21         | 146    | 261    | -115   | 21     | 31.82                  |
| 20   | York FC              | 14         | 3          | 2          | 9          | 99     | 312    | -213   | 8      | 28.57                  |
| 21   | Broughton Rangers    | 29         | 7          | 2          | 20         | 148    | 325    | -177   | 16     | 27.59                  |
| 22   | Halifax RLFC         | 31         | 7          | 0          | 24         | 215    | 408    | -193   | 14     | 22.58                  |
| 23   | Runcorn RFC          | 14         | 1          | 2          | 11         | 37     | 192    | -155   | 4      | 14.29                  |
| 24   | Brighouse Rangers    | 22         | 1          | 1          | 20         | 71     | 344    | -273   | 3      | 6.82                   |

|  | Campeón. |